# Adam West
Adam West, nato William West Anderson (Walla Walla, 19 settembre 1928 – Los Angeles, 9 giugno 2017), è stato un attore e doppiatore statunitense, noto per aver interpretato il ruolo di Batman nell'omonima serie televisiva negli anni '60.

## Biografia
Adam West nacque da Otto West Anderson e Audrey Speer (che avranno un altro figlio: John). Durante il servizio di leva nella United States Army, svolse l'attività di annunciatore per l'American Forces Network. Dopo il congedo, lavorò come lattaio prima di trasferirsi alle Hawaii per intraprendere una carriera televisiva.

### Primi ruoli
Mentre si trovava alle Hawaii, William West Anderson fu scelto come comprimario per un programma per bambini intitolato El Kini Popo Show, del quale la star era uno scimpanzé. Successivamente, fu proprio West a diventare il protagonista dello show. Nel 1959, si trasferì con la moglie e i figli a Hollywood, dove adottò il nome d'arte "Adam West".
Prese parte al film I segreti di Filadelfia con Paul Newman. Inoltre, ebbe vari ruoli come ospite d'onore in telefilm western. In tre western della Warner Bros., Sugarfoot, Colt .45, e Lawman, trasmessi sul canale ABC, West interpretò il ruolo di Doc Holliday, pistolero e dentista di frontiera. Recitò come Wild Bill Hickok nell'episodio Westbound Stage della serie TV Overland Trail, con William Bendix e Doug McClure.

### Anni sessanta

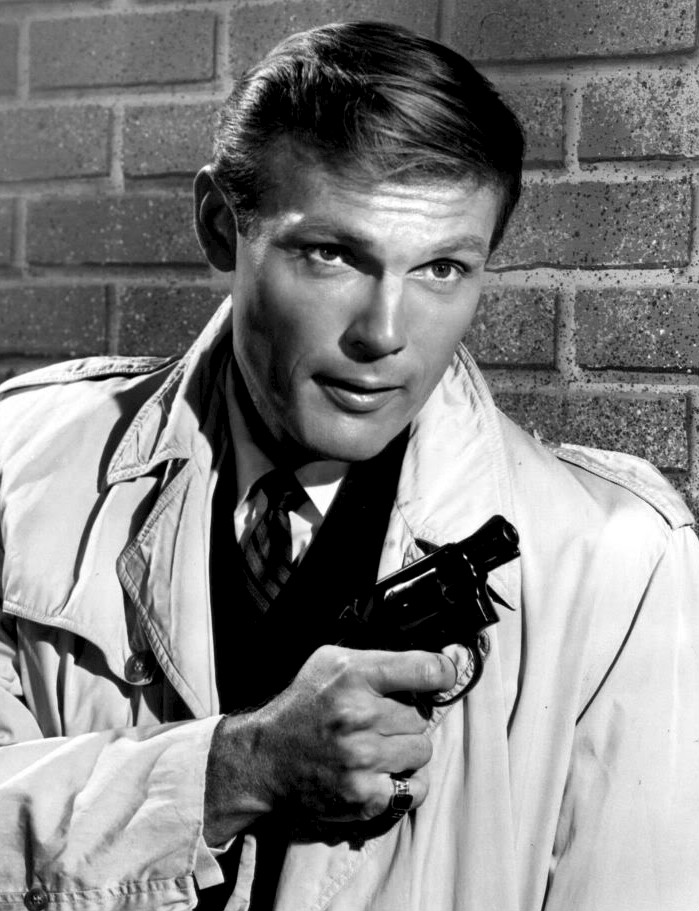
Adam West ne I detectives (1961)

Nel 1961 West interpretò il ruolo di un giovane ed ambizioso vice-sceriffo che affronta il pistolero Clay Jackson, interpretato da Jock Mahoney, nell'episodio The Man from Kansas della serie NBC Laramie.
Tra il 1961 e il 1962 apparve in due puntate della serie Perry Mason. Nello stesso periodo fu presenza fissa nelle serie televisiva I detectives.
Nel 1963 recitò in un episodio della serie Outer Limits intitolato The Invisible Enemy. Fece poi una breve apparizione nel film Soldato sotto la pioggia con Jackie Gleason e Steve McQueen, e recitò nel ruolo del Maggiore Dan McCready nel film del 1964 S.O.S. Naufragio nello spazio. Nel 1965, era nel cast della commedia western The Outlaws Is Coming, l'ultimo film dei Three Stooges.

#### Batman
Il produttore William Dozier, alla ricerca di un attore dal fisico imponente, volle scritturare West per la parte del miliardario Bruce Wayne e del suo alter ego mascherato Batman nella serie televisiva Batman, in parte dopo averlo visto interpretare un agente segreto alla James Bond come Captain Q in uno spot pubblicitario della Nestlé Quik. West era in lizza con Lyle Waggoner per il ruolo di Batman.
West (Batman) è affiancato nella serie da Burt Ward nel ruolo del suo giovane aiutante Robin, e i due lottano contro il crimine difendendo Gotham City da un vasto assortimento di stravaganti supercattivi dai costumi sgargianti. La serie - rinunciando alle atmosfere cupe e tenebrose tipiche del personaggio dell'uomo pipistrello - è ricordata per il suo stile umoristico e Camp, il caratteristico tema musicale composto da Neal Hefti e le scazzottate a tempo di musica, nelle quali i colpi vengono enfatizzati con scritte onomatopeiche che avvicinano il telefilm a un fumetto animato; per la caratteristica Batmobile e per la sua morale volutamente ironica e semplicistica (rivolta a una vasta platea di bambini e adolescenti): è ad esempio rimarcata l'importanza di allacciare le cinture di sicurezza, fare i compiti, mangiare verdure e bere latte (è stata descritta dal produttore esecutivo William Dozier come l'unica situation comedy trasmessa senza risate di sottofondo).
La serie fu trasmessa dall'ABC dal 1966 al 1968 per un totale di 120 episodi divisi in tre stagioni. Dalla serie TV fu tratto nel 1966 il primo lungometraggio per il cinema del personaggio, Batman (Batman: The Movie).

### Carriera successiva
Dopo il grande successo mediatico con il ruolo di Batman, West, come anche Burt Ward e Yvonne Craig (che interpretavano rispettivamente Robin e Batgirl), ebbe difficoltà ad essere scritturato per altri ruoli. Il primo ruolo di West dopo Batman fu quello nel film Executive, la donna che sapeva troppo del 1969, che fu però un flop al botteghino.
Successivamente apparve nei film Il divorzio è fatto per amare (1971), The Curse of the Moon Child (1972), The Specialist (1975), Collo d'acciaio (come se stesso; 1978), Giarrettiera tutta matta (1980), One Dark Night (1983) e Young Lady Chatterley II (1985). Inoltre West partecipò anche a film TV quali The Eyes of Charles Sand (1972), Poor Devil (1973), Nevada Smith (1975), For the Love of It (1980) e I Take These Men (1983).
Fece anche diverse "ospitate" in vari telefilm come Maverick, Un detective in corsia, Love, American Style, Bonanza, La grande vallata, Mistero in galleria, Due onesti fuorilegge, Mannix, Squadra emergenza, Alice, Pepper Anderson - Agente speciale, Operazione sottoveste, Due americane scatenate, Vega$, Padre e figlio, investigatori speciali, Laverne & Shirley, Vita da strega, Fantasilandia, Love Boat, Cuore e batticuore, Zorro, The King of Queens, e George Lopez. Nel 1986, partecipò alla serie comico-poliziesca Stazione di polizia.

### Ritorno a Batman
Adam West riprese di frequente il ruolo di Batman/Bruce Wayne, la prima volta come doppiatore nella serie animata di breve vita The New Adventures of Batman, ed in seguito in altri cartoni animati come The Batman/Tarzan Adventure Hour, Tarzan and the Super 7, Super Friends: The Legendary Super Powers Show, The Super Powers Team: Galactic Guardians (sostituendo Olan Soule nel ruolo), e Batman: The Brave and the Bold. Nel 1979, West indossò ancora una volta la tuta di Batman per lo speciale TV Legends of the Superheroes. Nel 1985, la DC Comics inserì il suo nome nella pubblicazione Fifty Who Made DC Great per il lavoro svolto nella serie televisiva Batman.
Adam West venne preso in considerazione da Tim Burton per il ruolo di Thomas Wayne, il padre di Bruce Wayne, nel film del 1989 Batman. Inizialmente, West avrebbe voluto interpretare Batman. Il progetto non si concretizzò mai e il ruolo andò a David Baxt, e West non apparve in nessun film di Batman uscito al cinema dopo gli anni sessanta.

### Anni novanta e duemila

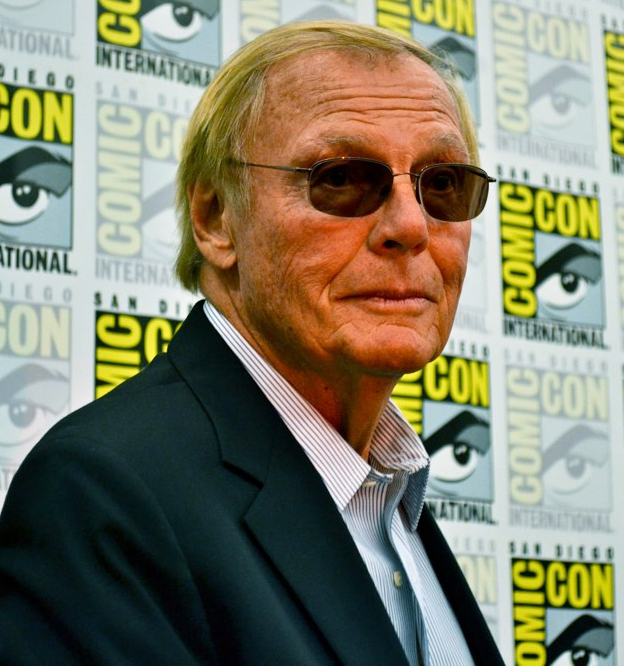
West al San Diego Comic-Con del 2011

Durante gli anni novanta, lo status di West come "icona pop" lo portò ad apparire nel ruolo di se stesso nel film Bella da morire ed in svariati programmi TV, inclusi NewsRadio, Murphy Brown, The Adventures of Pete & Pete, The Ben Stiller Show, e The Drew Carey Show. Nel 1990 apparve nel primo episodio della seconda stagione della serie TV Zorro, interpretando il ruolo del Dottor Wayne, mentre nel 1991 recitò nell'episodio pilota di Lookwell, interpretando la parte di una vecchia star della TV che crede di poter risolvere misteri anche nella vita reale, ma la serie non andò mai in onda. Nel 1994, West recitò nel film New Age - Nuove tendenze nel ruolo del padre del personaggio di Peter Weller.
Sempre nel 1994, West, insieme a Jeff Rovin, scrisse la sua autobiografia, intitolata Back to the Batcave e pubblicata dalla Berkeley Books. Nel 2001, interpretò il supercattivo Breathtaker nella serie TV di breve durata Black Scorpion.
Nel 2003, West e Burt Ward presero parte al film per la televisione Supereroi per caso: Le disavventure di Batman e Robin, insieme a Frank Gorshin, Julie Newmar, e Lee Meriwether. Jack Brewer interpretò Adam West nei flashback relativi alla produzione di Batman. Nel 2005, West apparve nello show della CBS The King of Queens. Inoltre, nel 2006 apparve nel videoclip della canzone Chelsea del gruppo californiano STEFY.

### Anni duemiladieci
Nel 2010 gli è stata dedicata una Golden Palm Star sulla Palm Springs Walk of Stars. Il 5 aprile 2012 è stata la volta di una stella sulla Hollywood Walk of Fame. Nel 2013 è stato intervistato per la serie della PBS Pioneers of Television nell'episodio della terza stagione intitolato Superheroes. Sempre nel 2013, West è stato il soggetto del documentario Starring Adam West. Nel febbraio 2016 è apparso nel 200º episodio della serie The Big Bang Theory recitando nella parte di se stesso.

### Morte
È morto il 9 giugno 2017 di leucemia ad 88 anni. Il 15 giugno 2017 è stato proiettato in suo onore il Batsegnale sulla facciata del municipio di Los Angeles.

## Citazioni e omaggi

### Animazione
In un episodio di Batman, "Attenti al Fantasma Grigio", il titolare alleato è il personaggio di una vecchia serie TV che ispirò Bruce Wayne nella creazione di Batman. Nel presente, l'attore del personaggio, Simon Trent, non trovò più lavoro a seguito della cancellazione della sua serie, fino a quando Batman non lo chiese di aiutarlo a rintracciare un "Pazzo Dinamitardo" che copiava dagli episodi della sua serie, riportandolo a rindossare il suo vecchio costume. A seguito dell'avventura, Trent ritrovò popolarità. Il personaggio non solo è un'ovvia caricatura e parodia di Adam West e del suo Batman, ma è doppiato dallo stesso attore.
Nel cartone animato I Griffin interpreta se stesso nella carica di sindaco della città immaginaria di Quahog. Ma la sua figura nei panni dell'uomo pipistrello è stata omaggiata in più occasioni anche da I Simpson, dove sono stati messi in evidenza alcuni degli elementi più ironici della serie interpretata da West.
Appare nel ruolo di se stesso anche nell'episodio Mr. Spazzaneve della quarta stagione de I Simpson.
Nel cartone animato Johnny Bravo, Adam West appare come conduttore di un programma televisivo in cui lui stesso si offre di aiutare cittadini in difficoltà, ed è caratterizzato da eccezionali abilità fisiche.
Nel cartone animato Due fantagenitori, Adam West interpreta se stesso nelle vesti però di Catman, un uomo-gatto mascherato.
Adam West fa anche un'apparizione nell'episodio televisivo L'attacco del mutante della serie Piccoli brividi, in cui interpreta il supereroe Gazzella Galoppante.

### Fumetti
Nel 2011 Adam West diviene protagonista di una miniserie a fumetti di quattro numeri dal titolo The Mis-Adventures of Adam West, pubblicata dalla casa editrice statunitense Bluewater Comics. L'idea per questa serie nasce dallo stesso A.West e da Darren G.Davis (editore della Bluewater Comics). Il successo della miniserie porta al lancio di una serie regolare con lo stesso titolo che esce nel 2012 e segue le vicende della precedente pubblicazione. La storia vede protagonista il vero Adam West, ormai anziano e sconsolato dal proliferare di scandali politici, dalla diffusione delle grandi multinazionali e dalla mancanza di eroi o supereroi che si vedevano nei telefilm degli anni sessanta. La sua vita cambia nel momento in cui un suo presunto fan gli spedisce un amuleto che gli permette di viaggiare in realtà parallele e dimensioni immaginarie create dalla sua stessa mente. Da fumetto a fumetto Adam West si ritrova a vivere delle avventure che spaziano dal west alla dimensione fiabesca di Le avventure di Alice nel Paese delle Meraviglie. Il suo compito è quello di sventare i complotti di personaggi malvagi e tornare ad adempiere il suo ruolo di vero paladino della Giustizia.
Adam West supervisiona personalmente la serie e vi pone dei riferimenti autobiografici e riflessioni personali sull'industria moderna dell'intrattenimento, dal cinema alla televisione e ovviamente gli stessi fumetti. Nel primo albo discute con il suo agente sul fatto che le sceneggiature che gli propongono non hanno più spazio per i sentimenti e un vero senso di giustizia. Secondo Adam i tempi sono cambiati radicalmente dalla sua gioventù ed ora anche gli eroi di celluloide si comportano come dei criminali. Non c'è più rispetto per gli innocenti e il fine (anche se nobile) giustifica ogni forma di violenza.

### Televisione
Una delle ultime apparizioni televisive di Adam West è stata nella sitcom della NBC Powerless, in cui interpretava uno dei capi della Wayne Tech. L'episodio in cui appariva l'attore, tuttavia, non è mai stato trasmesso a causa della cancellazione della serie TV; dopo la morte di West la DC Comics ha caricato l'episodio sul proprio canale YouTube per un tempo limitato, come omaggio all'attore.
Nel 2016 appare inoltre come ospite nella sitcom The Big Bang Theory nell'episodio 17 della stagione 9 dal titolo "La sperimentazione del genetliaco".

## Filmografia

### Attore

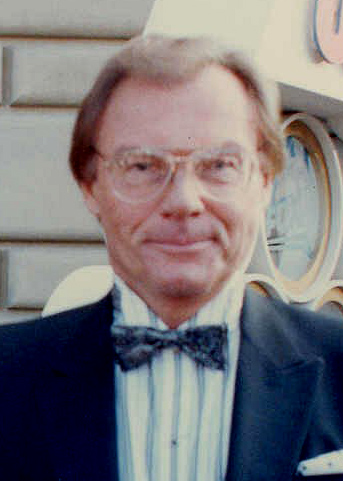
Adam West agli Emmy Award 1989.

#### Cinema
- L'isola stregata degli zombies (Voodoo Island), regia di Reginald Le Borg (1957) - non accreditato
- I segreti di Filadelfia (The Young Philadelphians), regia di Vincent Sherman (1959)
- Geronimo!, regia di Arnold Laven (1962)
- Il sole nella stanza (Tammy and the Doctor), regia di Harry Keller (1963)
- Soldato sotto la pioggia (Soldier in the Rain), regia di Ralph Nelson (1963)
- S.O.S. Naufragio nello spazio, regia di Byron Haskin (1964)
- The Outlaws Is Coming, regia di Norman Maurer (1965)
- Mara of the Wilderness, regia di Frank McDonald (1965)
- I 4 inesorabili, regia di Primo Zeglio (1965)
- Batman (Batman: The Movie), regia di Leslie H. Martinson (1966)
- Executive, la donna che sapeva troppo, regia di Francis D. Lyon (1969)
- Il divorzio è fatto per amare, regia di Laurence Turman (1971)
- Curse of the Moon Child (1972)
- Wehrmacht i giorni dell'ira, regia di Stole Jankovic (1974)
- The Specialist, regia di Howard Avedis (1975)
- Collo d'acciaio, regia di Hal Needham (1978)
- Giarrettiera tutta matta, regia di Alan Roberts (1980)
- One Dark Night, regia di Tom McLoughlin (1982)
- Hell Riders, regia di James Bryan (1984)
- Incontro pericoloso, non accreditato, regia di James Kenelm Clarke (1985)
- Young Lady Chatterley II, regia di Alan Roberts (1985)
- Zombie Nightmare, regia di Jack Bravman (1987)
- Galeotti sul pianeta Terra (Doin' Time on Planet Earth), regia di Charles Matthau (1988)
- Return Fire, regia di Neil Callaghan (1988)
- Night of the Kickfighters, regia di Buddy Reyes (1988)
- Pazzo di te (Mad About You), regia di Lorenzo Doumani (1989)
- Omega Cop, regia di Paul Kyriazi (1990)
- Precedenza assoluta indagine -X-, regia di Arthur Egeli (1991)
- New Age - Nuove tendenze (The New Age), regia di Michael Tolkin (1994)
- Not This Part of the World, regia di Phil Atlakson (1994)
- Run for Cover, regia di Richard W. Haines (1995)
- The Size of Watermelons, regia di Kari Skogland (1996)
- An American Vampire Story, regia di Luis Esteban (1997)
- Joyride, regia di Quinton Peeples (1997)
- Bella da morire (The Drop Dead Gorgeous), regia di Michael Patrick Jann (1999)
- Killer in the Dark, regia di John Preston (2001)
- From Heaven to Hell, regia di Eric D. Howell e Christopher Taber (2002)
- How To Get The Man's Foot Outta Your Ass, regia di Mario Van Peebles (2003)
- Tales from Beyond, regia di Josh Austin, Nate Barlow, Eric Manning e Russell Scott (2004)
- Buckaroo: The Movie, regia di James A. Brooks (2005)
- Angels with Angles, regia di Scott Edmund Lane (2005)
- Sexina: Popstar P.I., regia di Erik Sharkey (2007)
- Ratko: The Dictator's Son, regia di Savage Steve Holland e Kevin Speckmaier (2009)
- Super Capers: The Origins of Ed and the Missing Bullion, regia di Ray Griggs (2009)

### Televisione
- The Philco Television Playhouse – serie TV, episodi 6x16-6x20-7x22 (1954-1955)
- Indirizzo permanente (77 Sunset Strip) – serie TV, episodi 1x05-1x06-2x05-2x08 (1958-1959)
- Grand Jury – serie TV, episodio 1x15 (1959)
- Lawman – serie TV, episodio 1x36 (1959)
- Sugarfoot – serie TV, episodi 2x12-3x01 (1959)
- Cheyenne – serie TV, episodio 4x01 (1959)
- Bronco – serie TV, episodio 2x02 (1959)
- Colt .45 – serie TV, episodi 2x01-2x11-3x03 (1959)
- Maverick – serie TV, episodi 2x24-3x01-3x11 (1959)
- Hawaiian Eye – serie TV, episodio 1x09 (1959)
- Johnny Midnight – serie TV, episodio 1x03 (1960)
- Overland Trail – serie TV, episodio 1x05 (1960)
- Goodyear Theatre – serie TV, episodio 3x14 (1960)
- Westinghouse Desilu Playhouse – serie TV, episodio 2x16 (1960)
- Tales of Wells Fargo – serie TV, episodio 5x17 (1961)
- Bonanza – serie TV, episodio 2x18 (1961)
- Michael Shayne – serie TV episodio 1x28 (1961)
- The Rifleman – serie TV, episodio 3x31 (1961)
- Guestward Ho! – serie TV, episodio 1x30 (1961)
- I detectives (The Detectives) – serie TV, 30 episodi (1961-1962)
- Perry Mason – serie TV, episodi 4x20-6x01 (1961-1962)
- Laramie – serie TV, episodi 2x15-4x16 (1961-1963)
- The Beachcomber – serie TV, episodio 1x07 (1962)
- Kraft Mystery Theater – serie TV, episodio 2x07 (1962)
- The Real McCoys – serie TV, episodio 6x15 (1963)
- Gunsmoke – serie TV, episodio 8x23 (1963)
- Alexander the Great, regia di Phil Karlson – film TV (1963)
- Petticoat Junction – serie TV, episodi 1x17-1x18 (1964)
- The Outer Limits – serie TV, episodio 2x07 (1964)
- Vita da strega (Bewitched) – serie TV, episodio 1x13 (1964)
- Il virginiano (The Virginian) – serie TV, episodio 3x24 (1965)
- The Milton Berle Show – serie TV, 1 episodio (1966)
- Batman – serie TV, 120 episodi (1966-1968)
- Batgirl – cortometraggio TV (1967)
- Off to See the Wizard – serie TV, 1 episodio (1968)
- La grande vallata (The Big Valley) – serie TV, episodio 4x01 (1968)
- Mistero in galleria (Night Gallery) – serie TV, episodio 2x03 (1971)
- And Then They Forgot God, regia di Sy Salkowitz – film TV (1971)
- Primus – serie TV, episodio 1x17 (1972)
- Due onesti fuorilegge (Alias Smith and Jones) – serie TV, episodio 2x18 (1972)
- The Eyes of Charles Sand – film TV (1972)
- The Fisher Family – serie TV, 1 episodio (1972)
- Mannix – serie TV, episodio 6x11 (1972)
- Poor Devil – film TV (1973)
- Partizani – miniserie TV, episodi 1x01-1x02 (1974)
- Squadra emergenza (Emergency!) – serie TV, episodio 1x14 (1974)
- Nevada Smith – film TV (1975)
- Alice – serie TV, episodio 1x07 (1976)
- Pepper Anderson - Agente speciale (Police Woman) – serie TV, episodio 4x02 (1977)
- Operazione sottoveste (Operation Petticoat) – serie TV, episodio 1x13 (1978)
- Due americane scatenate (The American Girls) – serie TV, episodio 1x 02 (1978)
- Legends of the Superheroes – serie TV, 1x01-1x02 (1979)
- Padre e figlio, investigatori speciali (Big Shamus, Little Shamus) – serie TV, episodio 1x03 (1979)
- For the Love of It, regia di Hal Kanter – film TV (1980)
- Fantasilandia (Fantasy Island) – serie TV, 2 episodi (1980-1984)
- Warp Speed – film TV (1981)
- Time Warp – film TV (1981)
- Laverne & Shirley – serie TV, 1 episodio (1982)
- I Take These Men, regia di Larry Peerce – film TV (1983)
- Love Boat (The Love Boat) – serie TV, episodio 6x16 (1983)
- Ace Diamond Private Eye – film TV (1983)
- Cuore e batticuore (Hart to Hart) – serie TV, 1 episodio (1983)
- Stazione di polizia (The Last Precinct) – serie TV, 8 episodi (1986)
- La signora in giallo (Murder, She Wrote) – serie TV, episodio 3x16 (1987)
- Zorro – serie TV, episodio 2x01 (1990)
- Flash – serie TV, 1 episodio (1990)
- Lookwell, regia di E.W. Swackhamer – film TV (1991)
- 1775, regia di David Trainer – cortometraggio TV (1992)
- The Ben Stiller Show – serie TV, episodio 1x05 (1992)
- Il pericolo è il mio mestiere (Danger Theatre) – serie TV, 4 episodi (1993)
- I racconti della cripta (Tales from the Crypt) – serie TV, episodio 5x02 (1993)
- Corsie in allegria (Nurses) – serie TV, episodio 3x22 (1994)
- Space Ghost Coast to Coast – serie TV, 1 episodio (1994)
- The Adventures of Pete & Pete – serie TV, 2 episodi (1995)
- Muscle – serie TV, episodio 1x05 (1995)
- Hope & Gloria – serie TV, episodio 1x08 (1995)
- Lois & Clark - Le nuove avventure di Superman (Lois & Clark: The New Adventures of Superman) – serie TV, episodio 2x21 (1995)
- La legge di Burke (Burke's Law) – serie TV, 1 episodio (1995)
- The Clinic – serie TV, 5 episodi (1995)
- Piccoli brividi – serie TV, 1 episodio (1996)
- Pauly – serie TV, episodio 1x02 (1997)
- The Wayans Bros. – serie TV, 1 episodio (1997)
- Murphy Brown – serie TV, 1 episodio (1997)
- Jenny – serie TV, episodio 1x11 (1998)
- Un detective in corsia (Diagnosis Murder) – serie TV, episodio 6x07 (1998)
- NewsRadio – serie TV, 1 episodio (1998)
- Pacific Blue – serie TV, episodio 4x15 (1999)
- Black Scorpion – serie TV, 5 episodi (2001)
- The Drew Carey Show – serie TV, 1 episodio (2001)
- The Bronx Bunny Show – serie TV, episodio 1x10 (2003)
- Supereroi per caso: Le disavventure di Batman e Robin (Return to the Batcave), regia di Paul A. Kaufman – film TV (2003)
- Monster Island, regia di Jack Perez – film TV (2004)
- The Mullets – serie TV, episodio 1x08 (2004)
- The King of Queens – serie TV, episodio 8x06 (2005)
- George Lopez – serie TV, 2 episodi (2007)
- 30 Rock – serie TV, episodio 3x16 (2009)
- Eyehole Paintings – cortometraggio (2010)
- Funny or Die Presents... – serie TV, episodi 2x01-2x03-2x07 (2011)
- FanAddicts! – serie TV, 8 episodi (2013)
- The Big Bang Theory – serie TV, episodio 9x17 (2016)
- Powerless – serie TV, episodio 1x11 (2017)

### Doppiaggio
- Sono un agente FBI, non accreditato, regia di Mervyn LeRoy (1959)
- Bourbon Street Beat – serie TV, 1 episodio, non accreditato (1959)
- Shazam! – serie TV, 1 episodio, non accreditato (1976)
- The New Adventures of Batman – serie TV, 16 episodi (1977)
- Tarzan and the Super 7 – serie TV (1978)
- SuperFriends: The Legendary Super Powers Show – serie TV, 8 episodi (1984)
- The Super Powers Team: Galactic Guardians – serie TV, 8 episodi (1985)
- Batman – serie TV, 1 episodio (1992)
- I Rugrats – serie TV, 1 episodio (1992)
- La famiglia Bowman – serie TV, 1 episodio (1994)
- The Critic – serie TV, 1 episodio (1994)
- Piccoli brividi – serie TV, 2 episodi (1996)
- Goosebumps: Attack of the Mutant - videogioco (1997)
- Johnny Bravo – serie TV, 1 episodio (1997)
- Redux Riding Hood, cortometraggio, regia di Steve Moore (1997)
- Animaniacs – serie TV, 1 episodio (1997)
- Histeria! – serie TV, 2 episodi (1998)
- The Secret Files of the SpyDogs – serie TV, 22 episodi (1998-1999)
- I Simpson – serie TV, 1 episodio (2002)
- Kim Possible – serie TV, 1 episodio (2003)
- XIII - videogioco (2003)
- Batman: New Times – cortometraggio (2005)
- Aloha, Scooby-Doo! - video (2005)
- La storia segreta di Stewie Griffin - video (2005)
- Scooby-Doo! Unmasked - videogioco (2005)
- Chicken Little - videogioco (2005)
- Chicken Little - Amici per le penne, regia di Mark Dindal (2005)
- Getting Up: Contents Under Pressure - videogioco (2005)
- The Batman – serie TV, 7 episodi (2004-2006)
- Family Guy - videogioco (2006)
- Chicken Little: Ace in Action - videogioco (2006)
- I Robinson - Una famiglia spaziale, regia di Stephen J. Anderson (2007)
- I Robinson - Una famiglia spaziale - videogioco (2007)
- Due fantagenitori – serie TV, 6 episodi (2003-2008)
- SpongeBob SquarePants – serie TV, 1 episodio (2010)
- Batman: The Brave and the Bold – serie TV, 2 episodi (2010)
- Super Hero Squad Show – serie TV, 1 episodio (2010)
- Family Guy: Back to the Multiverse - videogioco (2012)
- Jake e i pirati dell'Isola che non c'è – serie TV, 3 episodi (2011-2013)
- Grand Theft Auto V - videogioco (2013) - non accreditato
- Family Guy: The Quest for Stuff - videogioco (2014)
- Scooby-Doo! e il mostro marino – cortometraggio (2015)
- Penn Zero: Part-Time Hero – serie TV, 3 episodi (2015)
- Robot Chicken DC Comics Special 3: Magical Friendship – film TV (2015)
- Moonbeam City – serie TV, 1 episodio (2015)
- Batman: Return of the Caped Crusaders, regia di Rick Morales (2016)
- Powerless – serie TV, 2 episodi (2017)
- I Griffin – serie TV, 111 episodi (2000-2017)
- Batman vs. Two-Face - video (2017)

## Discografia parziale

### Singoli
- 1966 - Miranda
- 1971 - Special Radio Programming Material With The Star Of "The Marriage Of A Young Stockbroker" con Elizabeth Ashley

## Doppiatori italiani
Nelle versioni in italiano dei suoi film, Adam West è stato doppiato da:
- Cesare Barbetti in Geronimo, Il sole nella stanza
- Renato Cortesi ne Il pericolo è il mio mestiere, New Age - Nuove tendenze
- Michele Kalamera ne I Griffin (sequenze in live action), The Big Bang Theory
- Rino Bolognesi in Batman (serie TV)
- Glauco Onorato in Batman (film)
- Giuseppe Rinaldi in I 4 inesorabili
- Mauro Bosco in La grande vallata
- Giorgio Bandiera ne La signora in giallo
- Guido Cerniglia in Zorro
- Mario Zucca in Piccoli brividi
- Adolfo Fenoglio in Supereroi per caso - Le disavventure di Batman e Robin

Da doppiatore è sostituito da:
- Michele Kalamera ne I Griffin
- Stefano De Sando ne I Simpson
- Enrico Di Troia in Due fantagenitori
- Fabrizio Pucci in Chicken Little - Amici per le penne
- Orlando Mezzabotta ne I Superamici
- Mario Scarabelli in Aloha, Scooby-Doo
- Antonio Paiola in The Batman
- Marco Balzarotti in Spy Dogs, Batman: Return of the Caped Crusaders
- Carlo Conti ne I Robinson - Una famiglia spaziale